# Labeo sp. nov. 'Baomo'
Labeo sp. nov. 'Baomo' é uma espécie de peixe actinopterígeo da família Cyprinidae.
Apenas pode ser encontrada no Quénia.
Os seus habitats naturais são: rios.